# 九龍巴士262P線
九龍巴士262P線是香港一條已停辦的空調新界巴士路線，由九龍巴士（一九三三）有限公司營辦，於星期一至六早上繁忙時間由三聖單向開往荃灣地鐵站，取道青山灣至大欖一段青山公路及屯門公路，全程收費為$7.5。262P線於1995年3月18日配合屯門公路巴士專線即將啟用而投入服務，九廣西鐵通車後，此路線於2004年2月8日取消服務，由新路線61M取代。

## 歷史
1994年7月22日，九龍巴士261M線增設一班特別班次「261P」，由三聖邨開出，途經青山公路（青山灣至大欖段）進入屯門公路前往荃灣地鐵站，與途經兆麟苑及豐景園駛上屯門公路的主線不同。惟在1995年3月18日，配合屯門公路巴士專線即將啟用，九巴於當日開辦新路線「262P」，取代原有的261P線。262P線的走線與第一代261P線大同小異，惟加經大欖巴士總站，並提供11個班次前往荃灣。
2001年12月23日，262P線增設與途經城門隧道的巴士路線的八達通轉乘優惠。2002年12月21日，262P線再增設與荃葵青區內巴士路線的八達通轉乘優惠。惟因應九廣西鐵於2003年12月通車，運輸署及九巴決定在西鐵通車後第五至六周把此路線連同52M、60及261M線一併取消，由新開辦之61M線取代，相關改動於2004年2月8日起實施。

## 服務時間及班次
262P線於取消服務前所有班次均在三聖開出，並於星期一至六早上繁忙時間提供服務。以下服務時間及班次資訊以取消服務前為准。
| 三聖開                  | 三聖開        |
| 服務時間 （星期一至六） | 班次 （分鐘） |
| ----------------------- | ------------- |
| 06:20－09:00            | 15－20        |

## 收費
262P線在取消服務前全程收費為$7.5，並設荃灣（荃德花園）往荃灣地鐵站$3.3之分段收費，當中12歲以下小童及65歲或以上長者設半價優惠。

### 轉乘優惠
262P線在取消前與31、36、43X、48X、49X、73X、235、238M及278X線設有第二程非空調車資$2.7、空調車資$3.5的八達通轉乘優惠，惟如第二程的車資較優惠額度低，乘客僅享有第二程免費的轉乘優惠。

## 用車
262P線取消前用車以丹尼士巨龍11米空調雙層巴士（AD）為主。

## 行車路線
262P線取消前途經三聖街、青山公路、小欖交匯處、屯門公路及青山公路前往荃灣地鐵站，具體停站請參考資訊框。262P線全程行車里數約為18公里，全程行車時間約為35分鐘。

### 書籍
- 容偉釗. . BSI. 2002-06: 139, 140. ISBN 9628414623 （中文（香港））.
- 容偉釗. . BSI. 2015-01: 179. ISBN 9628414720 （中文（香港））.

### 其他參考資料
1. 1 2 3  . 九龍巴士（一九三三）有限公司.   [2024-09-06]. 原始内容存档于2003-04-08 （中文（香港））.
2. 1 2  . 九龍巴士（一九三三）有限公司.   [2024-09-06]. 原始内容存档于2003-04-08 （中文（香港））.
3. 1 2 3  容 2002，第139, 140頁.
4. 1 2 3  容 2015，第179頁.
5. ↑   (PDF). 運輸署: D2024. 1994-10  [2024-09-06]. （原始内容存档 (PDF)于2023-01-21） （中文（香港））.
6. ↑   (报告). 立法局交通事務委員會. 1995-03-09.
7. ↑   (新闻稿). 九龍巴士（一九三三）有限公司. 2001-12-18  [2024-09-06]. 原始内容存档于2003-11-17 （中文（香港））.
8. ↑  . 九龍巴士 (新闻稿). 2002-12-13  [2024-06-30]. （原始内容存档于2004-08-07）.
9. ↑   (PDF). 運輸署. 2003-12  [2024-06-29]. 原始内容存档于2003-12-13 （中文（香港））.
10. ↑  . 九龍巴士（一九三三）有限公司. 2004-02-04  [2024-09-06]. 原始内容存档于2006-03-17 （中文（香港））.
11. ↑  . 九龍巴士（一九三三）有限公司. 2004-02-05  [2024-09-01]. 原始内容存档于2005-11-18 （中文（香港））.
12. ↑  . 運輸署. 2004-02-06  [2024-06-29]. （原始内容存档于2023-10-01） （中文（香港））.
13. ↑   (PDF). 九龍巴士（一九三三）有限公司: 3. 2004-02-02  [2024-06-29]. 原始内容存档于2004-02-05 （中文（香港））.
14. ↑  . 九龍巴士（一九三三）有限公司.   [2024-06-29]. 原始内容存档于2003-08-30 （中文（香港））.
15. ↑  . 九龍巴士（一九三三）有限公司.   [2024-09-06]. 原始内容存档于2004-01-04 （中文（香港））.
16. ↑  . 九龍巴士（一九三三）有限公司.   [2024-09-06]. 原始内容存档于2004-01-04 （中文（香港））.
17. ↑  鄭美施.  (报告) 7–10. 香港政府憲報: B942. 2003-02-18  [2024-06-29]. 62. （原始内容存档于2024-06-29） （中文（香港））.